# Kraftwerk Carrapatelo
Das Kraftwerk Carrapatelo (portugiesisch Barragem do Carrapatelo) ist ein Laufwasserkraftwerk am Douro. Es liegt in der Region Nord Portugals im Distrikt Porto. Der Douro bildet an dieser Stelle die Grenze zwischen den Distrikten Porto und Viseu. Die nächstgelegene Stadt Marco de Canaveses liegt ungefähr zehn Kilometer nördlich der Talsperre.
Mit dem Bau des Wehres und des Kraftwerks wurde im Jahre 1964 begonnen. Es ging 1971 in Betrieb. Das Kraftwerk ist im Besitz der Companhia Portuguesa de Produção de Electricidade (CPPE), wird aber von Energias de Portugal (EDP) betrieben.

## Absperrbauwerk
Das Absperrbauwerk ist eine Gewichtsstaumauer aus Beton mit einer Höhe von 57 m über der Gründungssohle. Die Mauerkrone liegt auf einer Höhe von 55 m über dem Meeresspiegel. Sie ist 400 (450) m lang. Das Volumen des Bauwerks beträgt 190.000 m³.
Die Staumauer unterteilt sich in ein Maschinenhaus auf der linken Flussseite und daran anschließend eine Wehranlage mit sechs Toren sowie eine Schleuse auf der rechten Seite. Die Staumauer hat des Weiteren einen Grundablass. Das Bemessungshochwasser liegt bei 22.000 m³/s; die Wahrscheinlichkeit für das Auftreten dieses Ereignisses wurde mit einmal in 1000 Jahren bestimmt.

## Stausee
Beim normalen Stauziel von 46,5 m erstreckt sich der Stausee über eine Fläche von rund 9,52 km² und fasst 148,4 (bzw. 140) Mio. m³ Wasser – davon können 9 (bzw. 15,6 oder 16) Mio. m³ zur Stromerzeugung genutzt werden.

## Kraftwerk
Das Kraftwerk Carrapatelo ist mit einer installierten Leistung von 201 (bzw. 180) MW eines der mittelgroßen Wasserkraftwerke Portugals. Die durchschnittliche Jahreserzeugung liegt bei 870,6 (bzw. 783, 806,1 oder 882) Mio. kWh/a. Es dient zur Abdeckung von Mittel- und Spitzenlast.
Die ersten beiden Maschinen wurden 1971 in Betrieb genommen, die dritte 1972. Die Kaplan-Turbinen der Maschinen wurden von Kvaerner Turbin AB geliefert, die Generatoren von BBC. Die Turbinen leisten jede maximal 63,4 MW und die Generatoren 67 MVA. Die Nenndrehzahl der Turbinen liegt bei 115,4 min−1. Die Generatoren haben eine Nennspannung von 10 kV. In der Schaltanlage wird die Generatorspannung von 10 kV mit Leistungstransformatoren auf 235 kV hochgespannt.
Die minimale Fallhöhe beträgt 20 m, die maximale 37 m. Der maximale Durchfluss (Ausbauwassermenge) liegt bei 290 m³/s je Turbine.

## Schleuse
Die Schleuse auf der rechten Seite der Staumauer kann Schiffe mit einer Länge von 83 m, einer Breite von 11,40 m und einem Tiefgang von 3,80 m aufnehmen. Mit einer Höhe von 35 m gehört sie zu den höchsten Schleusen der Welt. (siehe auch Schleusen am Douro)